# Nutzung (Gebäude)
Bei einem Gebäude versteht man unter der Nutzung den Zweck, dem es durch seinen Gebrauch dient. Die Art der baulichen Nutzung ist ebenso wie die Errichtung des Gebäudes genehmigungspflichtig. Ein multifunktionales Gebäude kann für mehrere verschiedene Zwecke genutzt werden. Die Art der Nutzung eines Gebäudes kann seine Wirtschaftlichkeit und Rendite beeinflussen.

## Nutzungsgliederung
Man kann Gebäude unterschiedlichen Nutzungskategorien zuordnen. Dabei sind auch Nutzungsüberschneidungen möglich.
Man unterscheidet private und öffentliche Nutzung sowie folgende Nutzungsgruppen (sie sind nicht trennscharf voneinander abzugrenzen):
- Wohnen
- Handel-, Gewerbe- und Büronutzung
- Dienstleistung und Verwaltung
- Bildung und Wissenschaft
- Gesundheit, soziale und medizinische Einrichtungen
- Kultur
- Sport
- Räume zur Aufbewahrung und Verarbeitung von Lebensmitteln
- Lagern und Archivieren
- Ver- und Entsorgung
- Verkehr
- Sondernutzungen (z. B. des Bundes und der Länder)

## Nutzungsanspruch und Nutzungskonflikt
An ein Gebäude – oder Stadtquartier – können seine Nutzer oder der Eigentümer aufgrund verschiedener Interessenlagen unterschiedliche Nutzungsansprüche stellen. Diese können miteinander konkurrieren; eine Nutzung kann eine andere gleichzeitige Nutzung behindern oder ausschließen. Einige Nutzungskonflikte lassen sich durch Änderungen der baulichen Anlage reduzieren oder vollständig beseitigen. 

## Nutzungsphase
Im Lebenszyklus eines Bauwerks folgt auf den Bauprozess die Nutzungsphase. 
Oft übersteigt die Summe der Bewirtschaftungskosten in der Nutzungsphase die Herstellungskosten des Bauwerks. Ein zentraler Kostenfaktor sind in vielen Ländern die Heizkosten. Dies geriet in vielen Ländern in den 1950er und 1960er Jahren in Vergessenheit und wurde erst nach den Ölkrisen 1972/73 und 1979/80 wieder bewusst. 
Die Wirtschaftlichkeit einer zu errichtenden baulichen Anlage und deren Kostenplanung sind seitdem Gegenstand des Gebäudemanagements. 
Eine Methodik zu ihrer Berechnung ist unter anderem im Deutschen Gütesiegel nachhaltiges Bauen oder im Bewertungssystem Nachhaltiges Bauen für Bundesgebäude (BNB) jeweils für unterschiedliche Nutzungen von Gebäuden hinterlegt. Insbesondere spielen die Reinigungs- und Energiekosten sowie Kosten für den Austausch (insbesondere der Gebäudetechnik) bei der Nutzung eines Gebäudes eine zunehmend wichtige Rolle. 
Die Nutzungsphase endet nach der Nutzungsdauer mit einer Umnutzung oder mit dem Abbruch des Gebäudes.

## Nutzungsmischung
Mit Nutzungsmischung werden meist Stadtquartiere bezeichnet, in denen sich verschiedene Nutzungen in mehreren Gebäudeteilen jeweils auf einem gemeinsamen Grundstück etabliert haben, zum Beispiel Wohnnutzung im Vorderhaus, Gewerbenutzung in den Hofgebäuden oder der Remise. Nach der Entmischung der autogerechten Stadt in den 1960er Jahren wird die Nutzungsmischung heute wieder positiver beurteilt, weil sie zur Belebung eines Stadtquartiers beitragen kann und die Wege zwischen Wohnen und Arbeiten kürzer sind („Stadt der kurzen Wege“).
Sind in einem Gebäude verschiedene Nutzungen vorhanden, spricht man von einer Mischnutzung. Zum Beispiel sind viele Häuser in den Kerngebieten der Innenstädte Wohn- und Geschäftshäuser, wobei Läden oder Gaststätten sich meist im Erdgeschoss befinden, Büros und/oder Wohnungen darüber. 
Auch bei nicht bewohnbaren Bauwerken (wie Türmen, Kaminen und Masten) ist eine gemischte Nutzung nicht selten, um das teure Bauwerk besser auszunutzen. So werden Wassertürme häufig auch als Sendeturm und gelegentlich auch als Aussichtsturm genutzt. Sendetürme und Sendemasten werden häufig so ausgelegt, dass sie von einer Vielzahl von Funkdiensten genutzt werden können. Einschränkungen bestehen durch die Statik des Bauwerks, durch Vorschriften und durch physikalische Gegebenheiten (so ist eine Mischnutzung von gegen Erde isolierten Sendemasten nur mit Einschränkungen möglich). Auch bei Brücken kommt Mehrfachnutzung vor. Einige Brücken können sowohl vom Straßen- als auch vom Schienenverkehr genutzt werden; entlang einiger Brücke werden Leitungen für Strom oder Daten geführt. 
Im Zusammenhang mit Sportbauten wie Fußball- oder Eishockeystadien, Schwimmbädern oder Tennishallen, bei denen auch Läden, Restaurants, Kinos und Hotels integriert werden, spricht man von Kernnutzung (sportlich genutzter Teil des Komplexes) und Mantelnutzung (kommerziell). Die kommerziellen Einrichtungen befinden sich meist im selben Gebäude wie die Sportanlage, sie können aber auch nur auf demselben Areal angesiedelt sein, wie beispielsweise bei der Stockhorn Arena in Thun. Der Begriff der Mantelnutzung ist vor allem in der Schweiz etabliert.

## Nutzungsänderung
Nutzungsänderung ist ein Begriff im Baurecht. Er ist in den Landesbauordnungen der Bundesländer definiert als „Änderung der genehmigten Benutzungsart“. Eine Nutzungsänderung bedarf genau wie die Errichtung eines Gebäudes einer Baugenehmigung. Eine Nutzungsänderung ist nur innerhalb der für dieses Gebiet zulässigen Art der baulichen Nutzung erlaubt. Die zuständige Genehmigungsbehörde genehmigt sie auf Antrag, sofern eine Vereinbarkeit mit allen öffentlich-rechtlichen Vorschriften festgestellt werden kann. 
Die aktuelle Nutzung eines Gebäudes kann identisch sein mit seiner ursprünglich geplanten Zweckbestimmung und Funktion oder – durch zwischenzeitliche Nutzungsänderung – verschieden davon sein. 
Die Umnutzung ist der Vorgang der Durchführung der genehmigten Nutzungsänderung eines Gebäudes, Gebäudeensembles oder auch ganzen (Stadt-)Gebietes oder deren Ergebnis. 
Manchmal stehen einer Umnutzung Hindernisse (zum Beispiel alte Gebäude, Ruinen, Altlasten im Boden) im Weg, die während bzw. vor (je nach Begriffsverständnis) einer Umnutzung beseitigt werden müssen. Einen Teil dieser Arbeiten nennt man zusammenfassend „Flächenrecycling“;
raumplanerische und organisatorische Arbeiten „Stadtentwicklung“. 
Oftmals sind mit der Umnutzung eines Gebäudes Instandsetzungs- und Umbaumaßnahmen zur Nutzungsanpassung verbunden. Eingriffe in die Bausubstanz (Umbauten) sind dabei die Regel, um das Gebäude der neuen Nutzung anzupassen. Ökonomisch handelnde Bauherren versuchen, die angestrebte neue Nutzung mit möglichst geringem Aufwand zu realisieren (Minimax-Prinzip). 
Eine qualitative Machbarkeitsstudie von 2025 untersuchte im Auftrag des Bundes Deutscher Architektinnen und Architekten (BDA) die Möglichkeiten und Grenzen bei der Umwandlung von Büroflächen in Wohnraum. Dabei wurden verschiedenen Perspektiven aufgezeigt, darunter baurechtliche, chronologische, typologische, technische, wirtschaftliche sowie Erschließungsaspekte und Grundrissvarianten. Die Umnutzungen bieten ein bedeutendes Potenzial zur Linderung des Wohnraummangels in deutschen Großstädten, sind jedoch auch mit erheblichen technischen und wirtschaftlichen Herausforderungen verbunden. Die Umnutzung ist zudem oft mit erheblichen Kosten verbunden, da umfassende bauliche Veränderungen erforderlich sind. Dies führt dazu, dass viele der potenziellen Umnutzungen wirtschaftlich nicht rentabel sind, insbesondere wenn das Ziel die Schaffung von bezahlbarem Wohnraum ist. Um das Potenzial auszuschöpfen, sind innovative Konzepte und eine enge Zusammenarbeit zwischen Politik, Stadtplanung und Immobilienwirtschaft erforderlich.
Manchmal bestehen Nutzungshindernisse durch Denkmalschutz-Auflagen. Diese können per Verwaltungsverfahren aufgehoben werden. Manche Bauherren heben durch illegale Änderungen an der Bausubstanz den Denkmalschutz begründende Baugegebenheiten auf; sie schaffen 'vollendete Tatsachen' (siehe auch Metropol (Bonn), St. Ursula (Kalscheuren), Redoute (Bad Godesberg), Großmarkthalle (Frankfurt) u. a.). 

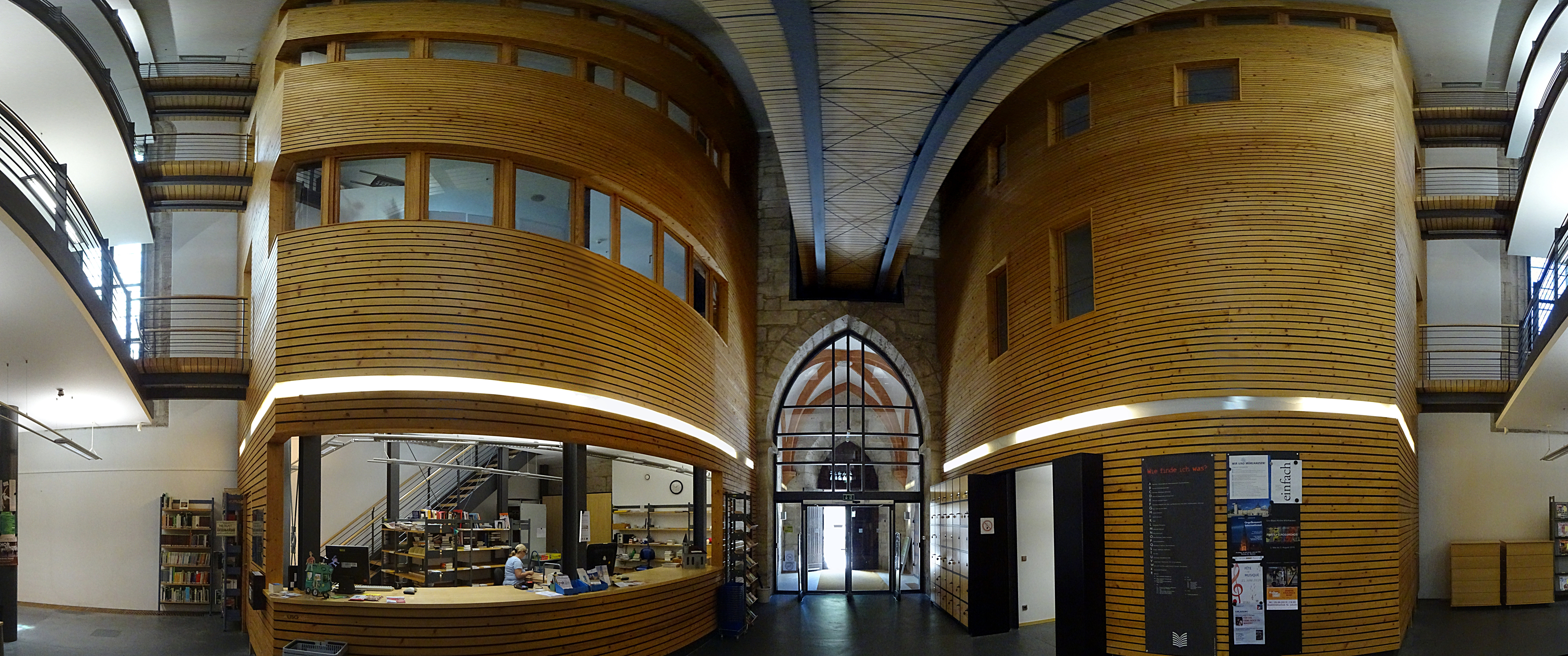
Zur Stadtbibliothek umgenutzte Jakobikirche (Mühlhausen)

Vielen Kirchengemeinden fällt es schwer, Kirchen zu schließen (Kirchenschließung = Aufgabe eines Kirchengebäudes durch Profanierung, Umwidmung oder Abriss). 
Gelegentlich wurde die Meinung vertreten, die Amtskirche könne durch attraktive(re) Angebote den Leerstand einzelner Kirchen bekämpfen. 
Bei einer Kirchenschließung sind neben der Kirche oft auch die Landeskirche (evangelisch) bzw. das Bistum (katholisch) sowie Denkmalschutzämter und -organisationen beteiligt.
Mittels planungsrechtlicher Auflassung von Industriegebieten werden heute viele ehemalige Industrie- und Gewerbebauten als Veranstaltungs-, Kultur- oder Wohngebäude („Loft“) umgenutzt. Die Etablierung störenden Gewerbes bei Gewerbebauten in innerstädtischen Wohn- und Mischgebieten ist heute planungsrechtlich nicht mehr zulässig. Diese Gebäude, die oft auf den Hintergrundstücken der ehemaligen Mietskasernen liegen, können oft nur durch Umnutzung erhalten werden.
Einige Beispiele:
- Ein Bahnhof in Paris, der Gare d’Orsay, wurde unter behutsamer Wahrung der alten Bausubstanz zum Museum umgenutzt (Architektin: Gae Aulenti)
- Die Jahrhunderthalle in Bochum wurde zu einer Veranstaltungshalle umgenutzt.
- 1617 wurde das ehemalige Amsterdamer Stadttor Sint Antoniespoort zur öffentlichen Waage umgenutzt.[8]

Eine spezielle Form der Umnutzung ist die Konversion, die Wiedereingliederung von zeitweise ungenutzten Brachflächen in den Wirtschafts- und Naturkreislauf. 
Eine besondere Form der (Nicht-)Nutzung ist der Leerstand. Der Leerstand wird von Eigentümern gelegentlich aus spekulativen Absichten praktiziert. Wohnungsleerstand kann im Sinne eines Leerstandsverbots von Amts wegen mit einem Bußgeld geahndet werden. Steht ein ganzes Gebäude längere Zeit leer, so muss der Eigentümer zur Wiederinbetriebnahme des Gebäudes, selbst wenn es sich um die ursprüngliche Nutzung handelt, einen Nutzungsänderungsantrag stellen.
Dem Leerstand von Altbauwohnungen versuchten in den 1980er Jahren besonders in Berlin „Instandbesetzer“ zu begegnen. 
Eine Form der unzulässigen Nutzung stellt die Zweckentfremdung insbesondere von Wohnraum dar. Dies ist der Fall, wenn statt der genehmigten Nutzung (zum Beispiel Wohnen) eine andere Nutzung (beispielsweise Gewerbe oder Büros) in den Räumen durchgeführt wird.
Die Art der Nutzung eines Gebäudes kann im Kontext seines Umfeldes ggf. auf einen Missstand in der Bewirtschaftung und Rentabilität der Immobilie hindeuten (wie etwa Spielhallen, Sexclubs innerhalb von Wohngebieten).

## Nachnutzung
Der Begriff der Nachnutzung ist in den letzten Jahren in der Fachliteratur gebräuchlich geworden. Er bezeichnet prinzipiell denselben Vorgang wie die Umnutzung und bedeutet nichts anderes als eine Nutzungsänderung nach der ursprünglich einem Gebäude zugedachten Nutzung. Der Begriff wird hauptsächlich auf größere Gebäudekomplexe angewandt, die auf eine spezielle Nutzung hin entworfen und konzipiert wurden, weswegen deren Umnutzung oft nur mit gravierenden Änderungen der Gebäudestruktur möglich ist. Beispiele sind die Nachnutzung großer Industrieareale oder Kasernen- und Militärgelände wie das Gelände und die Gebäude des Berliner Flughafens Tempelhof. Auch die Siedlung bei Berlin, in der die DDR-Staatsspitze wohnte, fand eine Nachnutzung. 
Man versucht in der Regel, eine nachhaltige Nachnutzung zu finden.
Für die Umnutzung von wegen mangelndem Ordensnachwuchs nicht mehr benötigten Klostergebäuden und -anlagen gibt es seit Oktober 2021 ein vom noch amtierenden CSU-geführten Bundesministerium des Innern, für Bau und Heimat (Abteilung „Heimat“) mit 200.000 Euro Steuergeldern gefördertes Online-Portal-Projekt namens zukunftkulturraumkloster.de. Auf dem „Wissensportal“ werden Lösungsansätze für Betrieb, Brandschutz, Genehmigung und Umbau aus Erfahrungen mit erfolgreich durchgeführten Transformationsprozessen vermittelt.

## Nutzer
Mit Nutzer bezeichnet man die Rechtssubjekte, die ein Gebäude benutzen. Der Nutzer kann mit dem Bauherrn oder Eigentümer identisch sein, in vielen Fällen sind die Nutzer jedoch die Mieter eines Gebäudes. Die Interessen und Lebensgewohnheiten der Nutzer stellen die Grundlage des Architektenentwurfs für ein Gebäude dar. Diese müssen nicht zwangsläufig identisch sein mit denen des Bauherrn.
Für die Dauer der Nutzung eines Gebäudes oder eines Gebäudeteils verlangt der Eigentümer ein Nutzungsentgelt vom Nutzer, das entweder dem vertraglich vereinbarten Mietzins gleichkommt, oder ihm entspricht. Das Nutzungsentgelt wird erhoben 
- um die Herstellungskosten über den Zeitraum der Nutzungsdauer zu verzinsen
- um die Immobilie instand zu halten
- um die Abnutzung durch den Nutzer abzugelten